# Joel Schwärzler
Joel Schwärzler (ur. 27 stycznia 2006 w Johannesburgu) – austriacki tenisista, finalista juniorskiego US Open w grze podwójnej chłopców.

## Kariera tenisowa
W 2022 zadebiutował w turnieju głównym rangi ATP Challenger Tour, a w 2023 w cyklu ITF Men’s Circuit.
W lipcu 2023, dzięki otrzymanej dzikiej karcie, wraz z Filipem Misolicem zagrał w pierwszej rundzie gry podwójnej mężczyzn podczas Austrian Open, turnieju rangi ATP Tour 250.
Startując w rozgrywkach juniorów, Joel Schwärzler w 2023 roku osiągnął finał US Open w grze podwójnej chłopców, grając w parze z Federico Bondiolim. W finale przegrali ze Szwedem Maxem Dahlinem i Estończykiem Oliverem Ojakäärem.
W październiku 2023 zwyciężył w turnieju ITF Junior Masters w Chengdu, dzięki czemu awansował na 3. miejsce w juniorskim rankingu ITF.
W rankingu gry pojedynczej najwyżej był na 1171. miejscu (13 listopada 2023), a w zestawieniu gry podwójnej na 928. pozycji (25 września 2023).

### Finały juniorskich turniejów wielkoszlemowych

#### Gra podwójna (0–1)
| Końcowy wynik | Nr | Data            | Turniej            | Nawierzchnia | Partner           | Przeciwnicy               | Wynik finału   |
| ------------- | -- | --------------- | ------------------ | ------------ | ----------------- | ------------------------- | -------------- |
| Finalista     | 1. | 9 września 2023 | US Open, Nowy Jork | Twarda       | Federico Bondioli | Max Dahlin Oliver Ojakäär | 6:3, 3:6, 9:11 |